# チャーリー・スコット
チャーリー・スコット（Charlie Scott, 1948年2月1日 - ）は1970年代のアメリカ合衆国プロリーグで活躍したアフリカ系アメリカ人の元バスケットボール選手、及びオリンピック金メダリスト。ニューヨーク出身、ノースカロライナ大学チャペルヒル校卒業。ポジションはシューティングガード、身長196cm、体重84kg。
大学在学中の1968年メキシコシティーオリンピックにてアメリカ代表として金メダルを獲得した後、1970年からプロ入り。2つのプロリーグ、ABA、NBAで計5チームを渡り歩き、ボストン・セルティックス時代にはNBAファイナル制覇を経験した。1980年に現役引退。

## 生い立ち
ストリートボールのメッカ、ニューヨークのハーレムで生まれたチャールズ・トーマス・スコットは、毎日近所のプレイグラウンドに通い詰める日々を過ごし、12歳の頃からアマチュア・アスレチック・ユニオンのバスケチームに参加するようになった。コートの上で優秀だったスコット少年は、同じく教室の中でも優秀で、中学卒業後は名門として知られるストフィエサント高校に進学し、学業でも優秀な成績を残した。その後一家のノースカロライナ州転居に伴い、スコットも当地のローリンバーグ・アカデミー高校に転校。ここでバスケットボール選手として注目を集めるようになり、高校を卒業する頃には多くの大学からスカウトが訪れるようになっていた。

### 大学時代
スコットはノースカロライナ大学チャペルヒル校（UNC）への進学を決意。なお、スコットは同校初の黒人のスポーツ奨学生であり、同校の友愛会である聖アンソニーホールに入会した初の有色人種学生にもなった。スコットは名将ディーン・スミス指導のもと2度のオールアメリカン、2度のACC1stチームに選ばれ、同校をACCトーナメント連覇に導く。NCAAトーナメントでは1967年と1968年に連続してファイナル4に進出し、1968年には決勝まで勝ち上がるが、UCLAに破れ、惜しくも優勝はならなかった。ACCトーナメントでのライバル校デューク大学との試合では40得点をあげるなどの活躍を見せた。
在学中1968年のメキシコシティーオリンピックにはアメリカ代表として出場、スペンサー・ヘイウッドやジョジョ・ホワイトらと共に主力選手として活躍し、見事に金メダルを獲得した。

## プロキャリア

### ABA
大学卒業後はプロ入りを目指すが、1970年のNBAドラフトではボストン・セルティックスから7巡目全体106位という大変に低い評価だった。同時にやはり低い評価でABAのバージニア・スクワイアーズからも指名を受けるが、スコットはABA入りを選択し、スクワイアーズでプロキャリアをスタートさせた。
ルーキーイヤーのスコットは周囲の評価を覆す活躍を見せる。彼はこのシーズン平均27.1得点5.6アシストの成績を残し、ケンタッキー・カーネルズのダン・イッセルと共にABAのルーキー・オブ・ザ・イヤーを獲得。チームも前年の44勝から55勝と大きく飛躍した。翌1971-72シーズンには大物新人ジュリアス・アービングが入団してくるが、スコットはアービングと得点機会を分け合いながらも、平均34.6得点をあげ、得点ランキングではリーグ1位となった。しかしスコットは得点王という栄冠を目前にしながらも、よりリーグとして成熟しているNBAでのプレイを望み、シーズン終了間際になってNBAのフェニックス・サンズに電撃移籍した。スコットはABAでのプレイは僅かに2シーズン弱だったにもかかわらず、ABAが1976年にNBAに吸収される際に発表されたABAオールタイムチームに選ばれている。
なお、スコットのサンズ移籍に対し、2年前のドラフトで彼を指名したセルティックスのゼネラルマネージャー、レッド・アワーバックは抜け目なくスコットの所有権を主張。サンズはこの補償のため、しぶしぶ好フォワードのポール・サイラスをセルティックスに引き渡す羽目となった。106位指名の対価としてはあまりにも不公平な内容であり、そしてセルティックスはサイラスの獲得で優勝を果たしている。

### NBA
ルールも環境も違うNBAではABAほどの派手な活躍はできなかったが、それでもスコットはサンズのリーディングスコアラーとなり、3シーズン連続で平均25得点前後を記録するが、スコットの活躍もチームの成功には繋がらず、スコットが所属した期間中にサンズがプレーオフに進出することはなかった。
その頃スコットとは浅からぬ縁のあるセルティックスは、一つの問題を抱えていた。将来有望な若手ガードのポール・ウェストファルがまもなくFAとなり、セルティックスを出て行くのが濃厚と見られていた。このまま何の対価も得られずにウェストファルを放出する訳にはいかないセルティックスは、サンズにトレードを持ちかけ、そしてウェストファルにドラフト指名権との交換でスコットのセルティックス入りが決まった。1970年にセルティックスに指名されてから5年後の1975年のことである。
プレーオフ進出すら苦労するサンズとは違い、毎年優勝に絡む強豪セルティックスには多くの才能あるスコアラーが居たため、スコットの成績は大きく後退したが、それでもセルティックス1年目のシーズンは平均17.6得点をあげ、チームの有力な得点源として活躍した。セルティックスはプレーオフを勝ち抜き、NBAファイナルに進出。ファイナルで待っていたのは奇しくもスコットが1年前までプレイしていたサンズであり、スコットが務めていたエースの座には彼と入れ替わりでサンズに入団したウェストファルだった。サンズとのシリーズは熾烈を極め、トリプルオーバータイムまでもつれた第5戦はファイナル史上最高の試合と言われるほどの激戦となった。セルティックスの3勝2敗で迎えた第6戦でスコットは25得点11リバウンド5スティールの活躍を見せ、古巣サンズに引導を渡すと共に、セルティックスを13回目の優勝に導いた。
1977-78シーズン中にセルティックスからロサンゼルス・レイカーズにトレードに出されたのを機会にスコットの成績は落ち始め、そしてデンバー・ナゲッツで迎えた1979-80シーズンを最後に現役から引退した。ABA/NBAでの成績は10シーズン717試合の出場で、通算14,837得点2,846リバウンド3,515アシスト、平均20.7得点4.0リバウンド4.9アシストだった。

## 主な業績
- AP通信選出オールアメリカ2ndチーム　（1969, 1970）
- 1968年メキシコシティーオリンピック金メダリスト　（1968）
- ABAルーキー・オブ・ザ・イヤー　（1971）
- ABAオールルーキー1stチーム　（1971）
- オールABA1stチーム　（1971）
- オールABA2ndチーム　（1972）
- ABAオールスターゲーム　（1971, 1972）
- ABAオールタイムチーム
- NBAオールスターゲーム　（1973～1975）
- NBAファイナル制覇　（1976）

## 個人成績
| double-dagger | ABA記録         |
| 太字          | キャリアハイ    |
| †             | NBAチャンピオン |

### レギュラーシーズン
| Season   | Team     | GP  | MPG  | FG%  | 3P%  | FT%  | RPG | APG | SPG | BPG | PPG  |
| -------- | -------- | --- | ---- | ---- | ---- | ---- | --- | --- | --- | --- | ---- |
| 1970-71  | VIR      | 84  | 37.9 | .463 | .246 | .746 | 5.2 | 5.6 | –   | –   | 27.1 |
| 1971-72  | VIR      | 73  | 41.9 | .449 | .264 | .803 | 5.1 | 4.8 | –   | –   | 34.6 |
| 1971–72  | PHO      | 6   | 29.5 | .425 | –    | .810 | 3.8 | 4.3 | –   | –   | 18.8 |
| 1972–73  | PHO      | 81  | 37.8 | .446 | –    | .784 | 4.2 | 6.1 | –   | –   | 25.3 |
| 1973–74  | PHO      | 52  | 38.5 | .459 | –    | .781 | 4.3 | 5.2 | 1.9 | 0.4 | 25.4 |
| 1974–75  | PHO      | 69  | 37.6 | .441 | –    | .781 | 4.0 | 4.5 | 1.6 | 0.3 | 24.3 |
| 1975–76† | BOS      | 82  | 35.5 | .449 | .000 | .797 | 4.4 | 4.2 | 1.3 | 0.3 | 17.6 |
| 1976–77  | BOS      | 43  | 36.8 | .444 | –    | .746 | 4.4 | 4.6 | 1.4 | 0.3 | 18.2 |
| 1977–78  | BOS      | 31  | 34.8 | .433 | –    | .712 | 3.3 | 4.6 | 1.6 | 0.2 | 16.3 |
| 1977–78  | LAL      | 48  | 29.0 | .442 | –    | .775 | 3.1 | 4.9 | 1.2 | 0.2 | 11.7 |
| 1978–79  | DEN      | 79  | 29.0 | .442 | –    | .775 | 3.1 | 4.9 | 1.2 | 0.4 | 12.0 |
| 1979–80  | DEN      | 69  | 33.1 | .460 | –    | .749 | 2.7 | 5.4 | 1.2 | 0.3 | 9.3  |
| Career   | Career   | 717 | 35.6 | .448 | .253 | .773 | 4.0 | 4.9 | 1.3 | 0.3 | 20.7 |
| All-Star | All-Star | 5   | 18.6 | .286 | .000 | .636 | 2.2 | 2.6 | 0.0 | 0.5 | 6.2  |

### プレーオフ
| Year   | Team   | GP | MPG  | FG%  | 3P%  | FT%  | RPG | APG | SPG | BPG | PPG  |
| ------ | ------ | -- | ---- | ---- | ---- | ---- | --- | --- | --- | --- | ---- |
| 1971   | VIR    | 12 | 42.0 | .409 | .258 | .755 | 6.6 | 6.8 | –   | –   | 26.8 |
| 1976†  | BOS    | 18 | 35.1 | .391 | –    | .764 | 4.2 | 3.9 | 1.2 | 0.4 | 15.4 |
| 1977   | BOS    | 9  | 37.6 | .406 | –    | .846 | 4.2 | 4.2 | 1.4 | 0.2 | 16.4 |
| 1978   | LAL    | 3  | 34.3 | .300 | –    | .750 | 4.3 | 4.7 | 1.3 | 0.0 | 10.0 |
| 1979   | DEN    | 3  | 34.7 | .476 | –    | .571 | 4.7 | 3.3 | 0.7 | 0.7 | 16.0 |
| Career | Career | 45 | 37.4 | .400 | .258 | .766 | 4.9 | 4.8 | 1.2 | 0.4 | 18.3 |